# Friedrich IV. (Meißen und Thüringen)

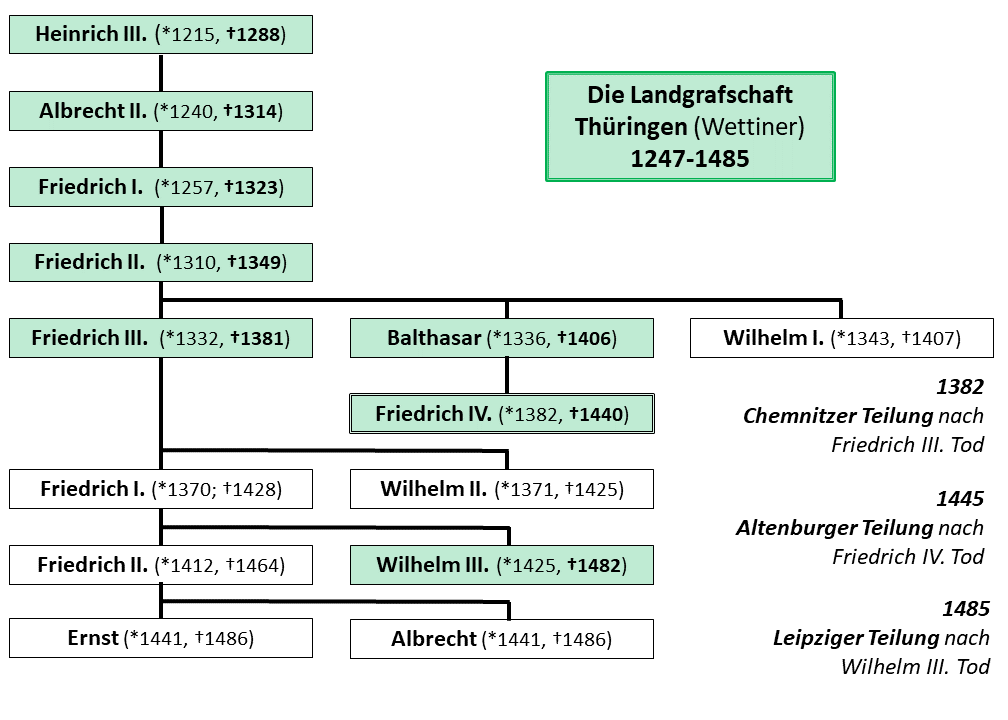
Wettinische Regenten der Landgrafschaft Thüringen

Friedrich IV., der Jüngere oder der Friedfertige, auch der Einfältige (* vor 30. November 1384; † 7. Mai 1440 auf der Runneburg in Weißensee) aus dem Geschlecht der Wettiner war Landgraf von Thüringen und später auch Markgraf von Meißen.

## Familie
Friedrich war der einzige Sohn Balthasars, Landgraf von Thüringen sowie Markgraf von Meißen († 1406) und Margarethas, einer Tochter des Burggrafen Albrecht von Nürnberg, welche Hildburghausen, Eisfeld, die Heldburg, Ermershausen und Ummerstadt mit in die Ehe gebracht hatte.
Friedrich heiratete 1407 Anna († 1431), Tochter des Grafen Günther XXX. von Schwarzburg-Blankenburg († 1416), Herr von Arnstadt, Sondershausen sowie Frankenhausen und der Anna († 1423), Tochter Landgrafs Johann I. von Leuchtenberg (Oberpfalz). Die Ehe blieb kinderlos.

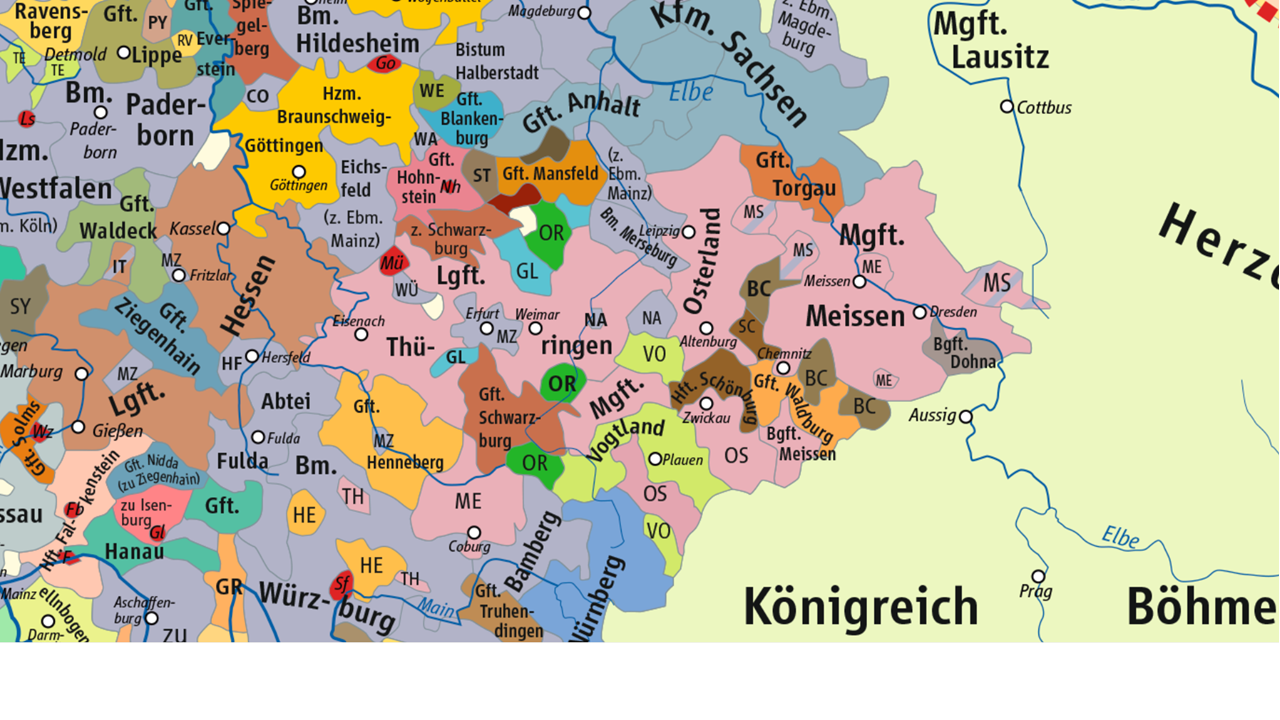
Heiliges Römisches Reich um 1400 (Ausschnitt)

In der Primärliteratur (den Urkunden) ist Friedrichs Beiname stets „der Jüngere“, um ihn von seinem Cousin Friedrich, in der Zählung als Land- und Markgraf ebenfalls der IV., zu unterscheiden. Letzterer wurde von König Sigismund 1423 mit dem Herzogtum Sachsen-Wittenberg samt Kurwürde belehnt und wird als solcher Friedrich I. genannt. Alle Friedrich I. nachfolgenden Wettiner tragen ebenfalls den Titel Herzog von Sachsen.

## Leben
Balthasar sicherte früh Friedrichs Nachfolge als Landgraf von Thüringen, etwa indem er die Landstände auf seinen Sohn verpflichtete, so wurde bspw. am 25. November 1405 in der Eisenacher Kanzlei eine Urkunde erstellt, in der der Rat sowie die Bürger Eisenachs geloben, den Weisungen des Landgrafen Balthasar UND seines Sohnes Friedrich nachzukommen, auch bezog er Friedrich früh in die Regierungsgeschäfte mit ein. Er verlobte nicht zuletzt Friedrich 1397 mit Elisabeth von Görlitz (* 1390), einer Enkelin Kaiser Karls IV. Die Ehe kam jedoch nicht zustande.
Friedrich IV. betrieb die Politik seines Vaters nach dessen Tod 1406 fort, eine eigenständige Dynastie in der Landgrafschaft Thüringen einzurichten. Seine Ehe mit Anna passte zu dieser vornehmlich nach innen gerichteten Politik. 
Nach dem kinderlosen Tod seines Onkels Wilhelms I. († 1407) stritt er mit seinen Osterländer Cousins Friedrich I. und Wilhelm II., die kein gutes Verhältnis zu ihm hatten, um dessen Erbe. Erst 1410 kam es zu einer Einigung – er erhielt verstreut und entfernt liegende Territorien, u. a. im Südosten der Markgrafschaft Meißen (Großenhain mit Skassa und Ortrand, Dresden mit Tharandt, Dippoldiswalde, Dohna, Pirna, Königstein, Langenwolmsdorf und Radeberg, dann Riesenburg (Rýzmburk) und Dux (Duchov)) sowie im Südosten der Markgrafschaft Osterland (Zwickau, Elsterberg, Pausa, Mühltroff, Auerbach, Oelsnitz, Voigtsberg, Adorf, Thierstein, Thiersheim sowie Gefell). Burg und Stadt Meißen, Freiberg und Altenzelle blieben im Gesamtbesitz. 
Die Ehe Friedrichs mit der Tochter Günthers von Schwarzburg war ein Streitpunkt mit den Osterländer Brüdern, die seit längerem mit den Schwarzburgern verfeindet waren. Durch Vermittlung des Erzbischofs von Magdeburg Günther II. (Annas Bruder) kam es am 21. August 1408 in Naumburg zu einer vertraglichen Regelung, die die gegenseitigen Erbansprüche der Wettiner festlegte und betonte, dass keiner sich in die Herrschaft des anderen einmischen sollte. Die Schwarzburger Grafen Heinrich XX., Heinrich XXIV. und Günther XXX. sagten zu, keine Burgen, Städte oder andere Besitztümer aus dem Gesamtbesitz der Wettiner an sich zu bringen sowie ihren Anspruch auf eine mögliche Vormundschaft über Friedrichs potenzielle Erben aufzugeben und gelobten den Osterländer Brüdern, sie in Fehden und Kriegen militärisch zu unterstützen. Im Gegenzug siegelten auch die Osterländer Brüder eine Urkunde, in der sie den Schwarzburger Grafen ihren Schutz zusagten. Dennoch mischten sich die Brüder immer wieder in die Regierung Friedrichs ein, etwa als sie 1412 in Thüringen einfielen, Gotha besetzten und von Friedrich verlangten, ihnen genehme Räte (keine Schwarzburger) einzusetzen und alle Vögte in Thüringen zu ersetzen, was allerdings nicht gelang.
Friedrich IV., verantwortlich für den Schutz der Juden in der Landgrafschaft, erneuerte den Schutzbrief für die in der Landgrafschaft Thüringen (vornehmlich in den landgräflichen Städten) lebenden Juden bspw. 1408. Die mit Abstand größte jüdische Gemeinde befand sich allerdings im mainzischen Erfurt, gefolgt von den Reichsstädten Mühlhausen und Nordhausen. In seine Regierungszeit fallen mehrere Pestausbrüche, so 1408 und 1438, die schließlich bis 1440 zur Ausweisung der Juden aus allen Städten und Landen Thüringens und Meißens, wie des Osterlandes und Sachsens führte.
Dass Friedrich IV. von der Nachwelt den Beinamen „der Einfältige“ (im Sinne von vertrauensselig, leichtgläubig) bekam, lag wohl an der teils eigenmächtigen Politik seines einflussreichen Rates und Schwiegervaters Graf Günther von Schwarzburg, während der Beiname „der Friedfertige“ wohl darauf zurückzuführen ist, dass er, auf die Wahrung des inneren wie äußeren Friedens bedacht, die rechtliche Konfliktregelung dem Krieg vorzog und sich dadurch von vielen Fürsten seiner Zeit abhob. So hatte sein Vater noch 1356 als Söldner bei König Edward III. von England angeheuert und sein Nachfolger Wilhelm III. einen Bruderkrieg gegen Friedrich II. geführt, den allerdings letzterer begonnen hatte. Die Eigenständigkeit der Landgrafschaft Thüringen war dabei ebenfalls eines der Ziele Wilhelms III., der als Nachfolger Friedrichs IV. früh an den Weimarer Hof kam und in die Regierung Thüringens einbezogen wurde. Friedrich IV. hatte allerdings auch Krieg geführt, etwa gegen die Hussiten.